# Eva Poveda
Eva Poveda López (España, 22 de julio de 1975) es investigadora del Servicio Galego de Saúde (SERGAS), coordina el Grupo de investigación consolidado Virología y Patogénesis del Instituto Investigación Sanitaria Galicia Sur y desde el 18 de julio de 2022 es la directora científica del IIS Galicia Sur. Es experta en el estudio de la infección por el Virus de la Inmunodeficiencia Humana (VIH), hepatitis virales y desde abril de 2020 ha ampliado su ámbito de estudio a la infección por SARS-CoV-2/COVID-19.   
Eva Poveda es autora de 185 artículos publicados en revistas científicas internacionales con un h-index=40. Lidera proyectos nacionales e internacionales, principalmente en Europa, Estados Unidos y África Occidental. Sus líneas de investigación están centradas en aspectos epidemiológicos, clínicos, virológicos y patogénicos de estas infecciones. Ha realizado estancias de investigación en Case Western Reserve University en el Laboratorio dirigido por el Dr. Michael Lederman (Laboratory of Interesting Immunology). Desde el año 2008 es beneficiaria de forma continuada de financiación obtenida en convocatorias competitivas de las diferentes agencias financiadoras para proyectos de investigación, recursos humanos, movilidad y redes (investigadora principal de la Rede de Investigación en SIDA-RIS, RD16). La Dra. Eva Poveda es miembro del Comité Ejecutivo de la Cohorte de Adultos de la Red Nacional de VIH/sida (CoRIS) y es la coordinadora científica e investigadora principal de la Cohorte COVID19 del IIS Galicia Sur creada en abril de 2020 con financiación obtenida del Fondo COVID19 del ISCIII y que forma parte del Registro ISCIII-COVID19.   
Eva Poveda forma parte de paneles de expertas y expertos para la elaboración de Guías Clínicas y documentos de consenso nacionales para el tratamiento y seguimiento clínico de las personas que viven con VIH, como el Documento de Consenso de GESIDA/Plan Nacional sobre el sida respecto al tratamiento antirretroviral en adultos infectados por el VIH, Documento sobre la utilidad clínica de las resistencias a antirretrovirales, y coordinadora de la Guía de resistencia a los antirretrovirales de la Red de Investigación en sida, entre otros. Participa en comités científicos y organizadores de congresos nacionales y reuniones científicas (Congreso Nacional de GeSIDA) y es editora (Microorganisms, Frontiers in Immunology, Pathogens and Immunity) y revisora en revistas científicas internacionales.   
Ha dirigido 9 tesis doctorales, 3 en la Facultade de Medicina de la Universidad Complutense de Madrid, 5 en la Facultad de Ciencias de la Salud de la Universidad de La Coruña y una en la Universidade de Vigo, en las que los doctorandos han recibido la máxima calificación (sobresaliente cum laude). Actualmente continúa con su labor en la formación de estudiantes e investigadores como tutora en diferentes programas de educación y programas de formación de investigadores (i.e. predoctorales, Río Hortega). Actualmente dirige 4 tesis doctorales en la Universidad de Vigo, trabajos de fin de máster y de grado. Tiene un especial compromiso por potenciar el talento investigador joven y es miembro del Comité Científico del Grupo GeSIDA Nov(b)el, que promueve el relevo generacional y el talento investigador entre los profesionales más jóvenes en el ámbito de la infección por VIH.  

## Carrera científica
Es licenciada en Ciencias Biológicas por la Universidad de Santiago de Compostela (USC, 1998), máster de Biología Molecular del Centro de Biología Molecular Severo Ochoa de Madrid,[cita requerida] máster en sida de la Universidad Complutense de Madrid (2003), y doctora en Microbiología Médica por la Universidad Complutense de Madrid (UCM) (2004).    
Su trayectoria científica ha sido reconocida y galardonada con el Premio de Investigación L’Oreal-UNESCO 2012 For woman in science como reconocimiento a la excelencia del trabajo científico desarrollado en el Campo de las Ciencias de la Vida. Sus trabajos de investigación también han sido premiados hasta en 5 ediciones de los Premios de Investigación sobre VIH y otras infecciones de la Consellería de Sanidade.  

## Divulgación científica
Destaca su implicación y participación activa en actividades de divulgación y cultura científica para trasladar los conocimientos generados a la sociedad civil y promover la visibilidad de la mujer en la ciencia, así como la promoción de las nuevas generaciones de investigadores.  Ha participado en diferentes proyectos financiados por la FECYT , como Biomedicina con y para la sociedad, o VIH Ciencia Abierta, ha sido la coordinadora de la participación del INIBIC en el Día de la Ciencia en la Calle de La Coruña en varias ediciones. Participa y promueve diferentes acciones cada 11 de febrero (Día de la Mujer y la Niña en la Ciencia), ha participado en iniciativas de difusión de la ciencia a la sociedad (Naukas, Coruña Curiosa) y para la visibilización de las mujeres en la ciencia, como en Ciencia Sin Sombrero. Es Fundadora y editora de la Plataforma de Comunicación Científica HIV&Co.

## Dirección científica del IIS Galicia Sur
Como directora científica del IIS Galicia Sur, está plenamente comprometida con el cumplimiento de los principios de Investigación e Innovación Responsables de la institución que promueven una ciencia más abierta, más inclusiva e igualitaria que tenga en cuenta las inquietudes y expectativas de la sociedad. Para ello, desde el IIS Galicia Sur se están promoviendo diferentes acciones como la creación de la Unidad de Cultura Científica y de la Innovación, el Observatorio de Igualdad, jornadas de puertas abiertas con centros educativos y asociaciones de pacientes para trabajar conjuntamente y trasladar los resultados a la práctica clínica y a la sociedad y establecer así sinergias con los diferentes actores no científicos claves para fomentar una sociedad más consciente y comprometida con la relevancia de la investigación en salud.  
Recientemente, Eva Poveda recogió en nombre del IIS Galicia Sur la Insignia de Oro de ASOMEGA, como reconocimiento a la labor del Instituto en la generación de conocimiento científico para mejorar la salud de la sociedad. 

## Premios
- Premio a la mejor intervención social sobre el VIH y otras ITS 2024 de la Consellería de Sanidade de la Xunta de Galicia, por su proyecto VIH Ciencia Abierta, un proyecto de divulgación y cultura científica dirigido a diferentes públicos para ofrecer información veraz y apoyada en la evidencia científica actual y trabajando frente al estigma.
- Medalla Emilia Pardo Bazán 2024, reconociendo su impulso a la igualdad efectiva y la incorporación de la mujer a la ciencia como directora del IIS Galicia Sur.
- Premio de Investigación en VIH y otras ENFERMEDADES DE TRANSMISIÓN SEXUAL 2024. Consellería de Sanidade de Galicia.
- Premio de Investigación en VIH y otras ENFERMEDADES DE TRANSMISIÓN SEXUAL 2023. Consellería de Sanidade de Galicia.
- Premio de Investigación en VIH y otras ENFERMEDADES DE TRANSMISIÓN SEXUAL 2021. Consellería de Sanidade de Galicia.
- Accésit por el trabajo de investigación titulado "Liberación masiva de microvesículas CD9+ en la infección por VIH, independientemente del control virológico".
- Premio de Investigación VIH y otras ENFERMEDADES DE TRANSMISIÓN SEXUAL 2017. Consellería de Sanidade de la Xunta de Galicia.
- Primer premio por el trabajo de investigación titulado "Haplogrupos mitocondriales europeos: impacto en la progresión de la fibrosis hepática entre pacientes coinfectados por VHC y VIH/VHC del noroeste de España".
- Premio de Investigación en VIH y otras ENFERMEDADES DE TRANSMISIÓN SEXUAL 2016. Consellería de Sanidade de la Xunta de Galicia.
- Primer premio por el trabajo de investigación titulado "Tendencias en las características epidemiológicas, virológicas y clínicas entre las personas recién diagnosticadas de VIH-1 en el Noroeste de España en los últimos 10 años".
- 2012: Premio L’Oréal-UNESCO dentro del programa For women in science como reconocimiento a la excelencia del trabajo científico desarrollado en el Campo de las Ciencias de la Vida en colaboración con la Secretaría de Estado de Investigación, Desarrollo e Innovación del Ministerio de Economía y Competitividad.
- 2011: Premio de Investigación de la Sociedad Gallega Interdisciplinaria del SIDA (SOGAISIDA) por un trabajo con el estudio de las resistencias a un nuevo fármaco para el tratamiento de la hepatitis C.